# Нью-Брайтон (Мерсісайд)
Нью-Брайтон (англ. New Brighton) — місто у Великій Британії в графстві Мерсісайд. За переписом 2011 року населення міста становило 14 859 чоловік.

## Географія
Нью-Брайтон розташований в північній частині півострова Віррал, і в західній частині гирла річки Мерсі. Ліверпульська затока Ірландського моря знаходиться на північ від міста.

## Історія
Місто відоме передусім своїм Фортом Perch Rock збудованим ще в 1820-х роках на березі Ліверпульської затоки.
У 1830 ліверпулець Джеймс Етертон придбав 170 акрів з метою побудувати тут фешенебільний курорт подібний до Брайтона.
У другі половині ХІХ століття Нью-Брайтон розвивався, як популярний морський курорт, який обслуговував Ліверпуль та промислові міста Ланкашира. У 1867 році відкрився новий причал, а набережну добудували до 1901 року.
Нью-Брайтонська вежа була відкрита в 1900 році і була найвищої в країні але в 1919 році її закрили через відсутність технічного обслуговування під час Першої світової війни. Демонтаж вежі був завершений до 1921 року.
Побудована в 1935 році, церква св. Петра та св. Павла на Атертон-стріт досі є визначною пам'яткою.
Після Другої світової війни популярність Нью-Брайтона, як приморського курорту різко знизилася. Місцевий концертний зал продовжував бути головним місцем міста, де проводилися численні концерти в 1950-х і 1960-х роках місцевих ліверпульських груп, таких як The Beatles. У 1969 концертний зал був знищений пожежою.
Пороми через Мерсі до Нью-Брайтона припинилися в 1971 році, після чого поромний причал був демонтований. До 1977 року пірс набережної спіткав таку ж долю.

## Економіка
Як курортне і приморське містечко основною складовою економіки є готелі, розважальні зали, бари, ресторани. До 2015 року в Нью-Брайтоні діяла вітрильна школа.

## Транспорт
Головною дорогою через Нью-Брайтон є A554. Також в місті є станція однієї з гілок ліверпульського метрополітену.

## Спорт
У місті популярними видами спорту є футбол (Нью-Брайтон) та регбі.